# Rialto, Dublin
Rialto är en stadsdel i Irlands huvudstad Dublin. Antalet invånare är 3 652.